# Semaine de l’unité islamique

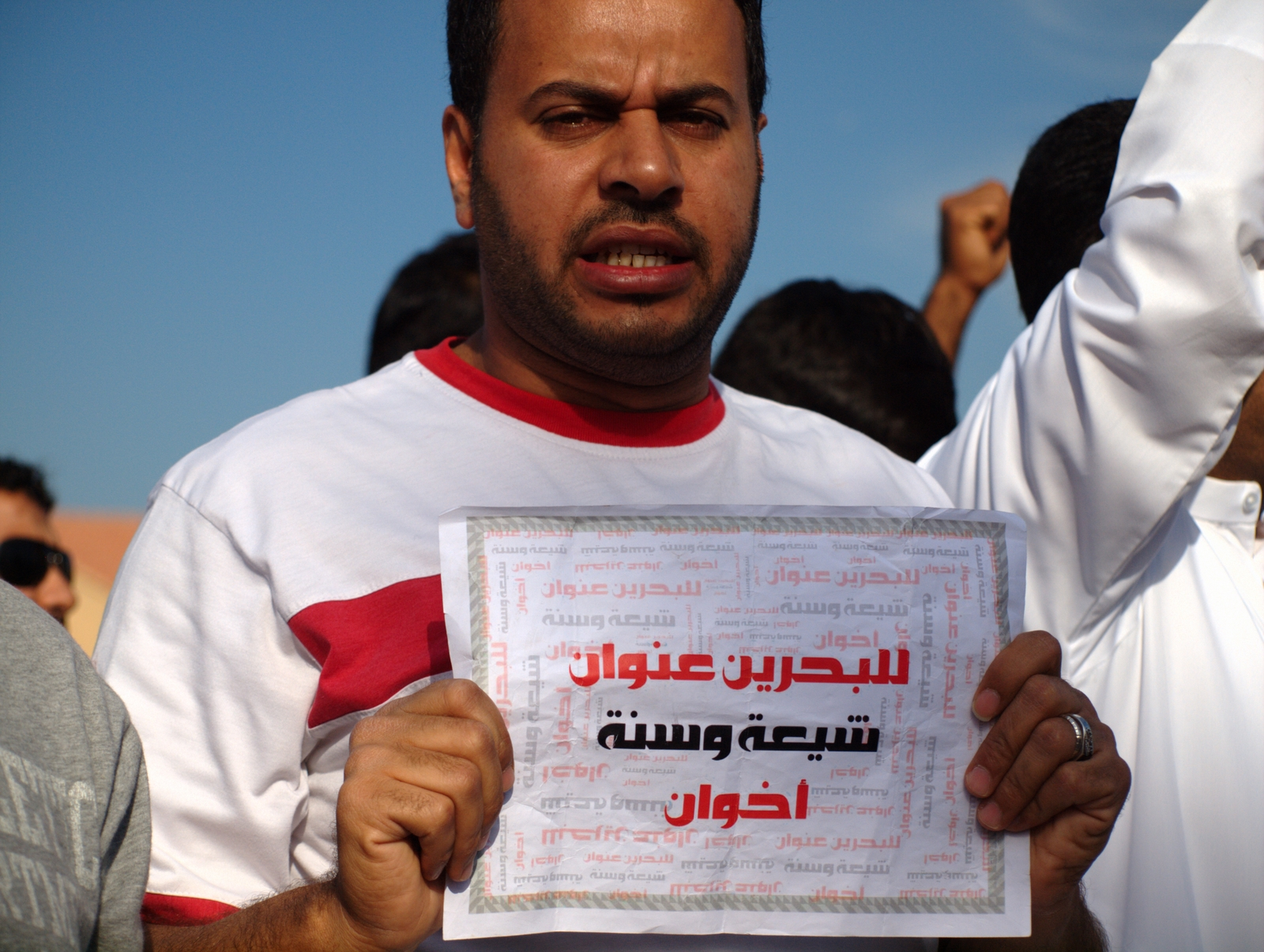
Sunnites et chiites a la recherche de l'unité.

La semaine de l’unité islamique a été décidée par Rouhollah Khomeini, en marge de la commémoration de la naissance du prophète Mahomet. La semaine allant du 12 de la lune Rabi-ol-Awwal, qui marque, selon la tradition sunnite, l’anniversaire de la naissance du prophète de l’Islam au 17 Rabia al awal, coïncidant, conformément aux traditions chiites, cet anniversaire, est baptisé, à l’initiative de Rouhollah Khomeini, par une idée de Hossein Ali Montazeri comme la semaine de l’unité.

## Histoire
Les musulmans chiites croient que le 17e jour du mois de Rabia al awal dans le calendrier lunaire de Hijri marque l’anniversaire de naissance du prophète Mahomet, tandis que les musulmans sunnites considèrent le 12e jour du mois comme l’anniversaire du dernier prophète. L’intervalle entre les deux dates est célébré chaque année comme la Semaine de l’unité islamique.
Dernier fondateur de la Révolution islamique, Rouhollah Khomeini a déclaré l’occasion comme la Semaine de l’unité islamique dans les années 1980.